# Comus (Arne)
Comus är ett maskspel i tre akter med musik av Thomas Arne och libretto av poeten John Dalton efter John Miltons maskspel med samma namn (1637).

## Historia
Dalton skrev om Miltons maskspel till ett libretto i tre akter, gav liv åt dialogen och försåg verket med musik för nära två timmar. Verket hade premiär den 4 mars 1738 på Drury Lane Theatre i London. I föreställningen deltog tenoren John Beard (som hade sjungit i många av Händels operor och oratorier), Susannah Maria Cibber (som var syster till Arne) och Cecilia Arne (kompositörens hustru). Med verket fick Arne nationell framgång. 

## Personer
- En lady (talroll)
- Comus, en magiker (talroll)
- Euphrosyne, en grace (sopran)
- Sabrina, en nymf (sopran)
- Ladys förste broder (talroll)
- Ladyns andre broder (talroll)
- Diverse andar

## Handling
Två nobla bröder förlorar sin syster i en vild skog. Där hamnar hon under Comus makt. Bröderna får vetskap om systerns öde genom en ande förklädd till herde. Anden leder dem till systerns gömställe och manar flodgudinnan Sabrina att bryta förtrollningen. 